# Little Gold River
Little Gold River är ett vattendrag i Australien. Det ligger i delstaten Western Australia, omkring 1 900 kilometer nordost om delstatshuvudstaden Perth.
Omgivningarna runt Little Gold River är i huvudsak ett öppet busklandskap. Trakten runt Little Gold River är nära nog obefolkad, med mindre än två invånare per kvadratkilometer. Genomsnittlig årsnederbörd är 775 millimeter. Den regnigaste månaden är januari, med i genomsnitt 201 mm nederbörd, och den torraste är augusti, med 1 mm nederbörd.